# Krzysztof Janusz Paczuski
Krzysztof Janusz Paczuski (* 7. Mai 1956 in Lublin; † 3. September 2004 in Warschau) war ein polnischer Lyriker.

## Leben
Paczuski studierte von 1975 bis 1983 Polonistik an der Katholischen Universität Lublin und schloss das Studium mit dem Magister ab. Er nahm schon frühzeitig an Lyrikwettbewerben teil und debütierte 1974 im „Nowy Wyraz“. Von 1982 bis 1992 arbeitete er als Lehrer, ab 1993 war er Redakteur der Quartalsschrift „Akcent“.
Krzysztof Janusz Paczuski nahm am deutsch-polnischen Literaturfestival „wortlust“ 1995 in Leipzig und 1997 in Lublin teil, war mit seinem Übersetzer Dieter Kalka bereits 1993 zur Leipziger Buchmesse präsent und war auf Lesereise durch Sachsen und Thüringen. Sein Sonett „Nad ranem. Kołysanka“ wurde von Dieter Kalka vertont.
Paczuski starb am 3. September 2004 in Warschau und ist in Kazimierz Dolny begraben.

## Werke
- Polonez z różą w gardle, Związek Literatów Polskich. Oddział w Lublinie. Koło Młodych Pisarzy, Lublin 1978.
- Czterdzieści cztery sonety, Wydawnictwo Lubelskie, Lublin 1980.
- Narodziny światła i inne wiersze, Stowarzyszenie literackie "Kresy", Lublin 1992.
- Ballada o duchu Euzebiuszu, (poemat dla młodzieży), Wydawnictwo Szczęśliwe Dzieciństwo, Lublin 1994.
- Obłokom. Podzwonne, Biblioteka „Akcentu“, Lublin 2002.

### Publikationen in deutscher Sprache
- Ostragehege/Dresden, Nr 4
- Lubliner Lift/Lubelska winda, ISBN 3-931684-27-X.
- Muschelhaufen 2001
- Portalpolen[5]

## Preise
Paczuski ist Träger des Czechowicz-Preises.

## Referenzen
- Spotkanie w Teatrze NN, „Dziennik Lubelski“ 1994, Nr. 54
- Matylda Wełna, Rymy wróciły z banicji, „Dziennik Lubelski“ 1993, Nr. 43
- Bogusław Biela, Do słońca i obłoków. Wiersze Krzysztofa Paczuskiego, „Akcent“ 2004, Nr. 3/4
- Zbigniew Chojnowski, Między fraszką a trenem, „Nowe Książki“ 2002, Nr. 10
- Bogusław Biela, Do słońca i obłoków. Wiersze Krzysztofa Paczuskiego, „Akcent“ 2004, Nr. 3/4
- Zbigniew Chojnowski, Między fraszką a trenem, „Nowe Książki“ 2002, Nr. 10
- Teresa Dras, Po raz ostatni na zawsze, „Kurier Lubelski“ 2004, Nr. 184
- Bohdan Zadura, Postaw się w sytuacji bez wyjścia, „Sztandar Ludu“ 1979, Nr. 58
- Zmarł Krzysztof Paczuski, „Kurier Lubelski“ 2004, Nr. 183
- Józef Fert, Narodziny światła w retorcie alchemika, „Akcent“ 1993, Nr, 1/2